# Leopold II de Lippe
Leopold II de Lippe (6 de novembre de 1796 – 1 de gener de 1851) va ser el sobirà del principat de Lippe. Va succeir en el tron en 1802, i en 1820 va assumir el control del govern de la seua mare qui havia actuat de regente a causa de la prematura joventut de la seua ascensió.

## Biografia
Leopoldo II va nàixer a Detmold, el major dels fills Leopold I, el príncep regnant de Lippe i la seua consort la princesa Paulina d'Anhalt-Bernburg (1769–1820). Va succeir com a príncep de Lippe a la mort del seu pare el 4 d'abril de 1802. Com tenia solament 6 anys, la seua mare la princesa Paulina va actuar com regent fins al 3 de juliol de 1820 quan va assumir el control del govern. Durant la regència, la seua mare va introduir una constitució en 1819 que creava una assemblea que en el seu temps tenia més poders executius que qualsevol altra assemblea a Alemanya.
En 1825 va construir un Teatre de Cort. Entre els quals van actuar en el teatre estaven Albert *Lortzing i *Ludwig *Devrient els qui van ser emprats ací des de 1826 fins a 1833.
En els últims anys del seu regnat les revoluciones de 1848 van irrompre al llarg de tota Alemanya. Després de la seua mort en Detmold va ser succeït en el tron pel seu fill major Leopold III.

## Matrimoni i fills
El príncep Leopold es va casar a Arnstadt el 23 d'abril de 1820 amb la princesa Emília de Schwarzburgo-Sondershausen (1800–1867). Tingueren nou fills:
- Príncep Leopold III de Lippe (1821–1875), casat amb Elisabeth de Schwarzburgo-Rudolstadt (1833–1896) el 17 d'abril de 1852.
- Princesa Lluïsa de Lippe (1822–1887)
- Príncep Valdemar de Lippe (1824–1895), casat amb Sofia de Baden (7 d'agost de 1834 – 6 d'abril de 1904) el 9 de novembre de 1858.
- Princesa Frederica de Lippe (1825–1897)
- Príncep Frederic de Lippe (1827–1854)
- Príncep Germà de Lippe (1829–1884)
- Príncep Alexandre de Lippe (1831–1905)
- Príncep Carles de Lippe (1832–1834)
- Princesa Paulina de Lippe (1834–1906)